# ميرخاس دوسكي
ميرخاس دوسكي لاعب كرة قدم عراقي، يلعب في مركز الظهير الأيسر مع نادي فيكتوريا بلزن في الدوري التشيكي الممتاز، ومع منتخب العراق.

## حياته الشخصية
ولد ميرخاس في مدينة هانوفر في ألمانيا والدا اللاعب كِلاهُما عراقيين من مدينة زاخو بمحافظة دهوك بدأ بلعب كرة القدم في العاشرة مِن عُمرهِ وقال إنه كان يحلم بإن يكون لاعب مُحترف وتحقق لهُ ما أراد. يلعب ميرخاس كظهير إيسر وله القابلية إيضًا على اللعب كجناح إيسر.

## إحصائيات
آخر تحديث 19 تشرين الثاني 2024.
| منتخب العراق | منتخب العراق | منتخب العراق | منتخب العراق |
| العام        | المباريات    | الأهداف      |              |
| ------------ | ------------ | ------------ | ------------ |
| 2022         | 2            | 0            |              |
| 2023         | 7            | 0            |              |
| 2024         | 11           | 0            |              |
| المجموع      | 20           | 0            |              |

## الجوائز والإنجازات

### الجماعية
العراق
- كأس ملك تايلاند (1): 2023